# Kira Chinatsu
Kira Chinatsu (吉良 知夏, sinh ngày 5 tháng 7 năm 1991) là một cầu thủ bóng đá nữ người Nhật Bản.

## Đội tuyển bóng đá nữ quốc gia Nhật Bản
Kira Chinatsu thi đấu cho đội tuyển bóng đá nữ quốc gia Nhật Bản từ năm 2014.

## Thống kê sự nghiệp
| Nhật Bản  | Nhật Bản | Nhật Bản |
| Năm       | Trận     | Bàn      |
| --------- | -------- | -------- |
| 2014      | 12       | 5        |
| Tổng cộng | 12       | 5        |